# Sønderstrand Badeanstalt
Sønderstrand Badeanstalt eller Badeanstalten »Sønderstrand« var Københavns Kommunes Skole- og Folke Badeanstalt i Københavns sydhavn. Den blev taget i brug 1924. 
Badeanstalten lå på Sønderstrand ved Kallebod Strand, hvor Sjællandsbroen blev bygget og indviet 1959, hvormed  badeanstalten forsvandt.
Samtidigt som Dansk svømning havde en af sine mest succesfyldte uger nogensinde i august 1938, hvor de danske kvinder hentede fem af syv mulige guldmedaljer plus en sølv- og en bronzemedalje ved EM i London, satte den 16-årige Tonni Pedersen fra Triton, som ikke havde kvalificeret sig til EM verdensrekord på Sønderstrand Badeanstalt. For at trøste hende arrangerede Triton et stævne med et verdensrekordforsøg på 1.000 yards. Det lykkedes Tonni Pedersen at forbedre Helen Madisons rekord med næsten otte sekunder til 13,15,9.
|  | Denne artikel om en bygning eller et bygningsværk kan blive bedre, hvis der indsættes et (bedre) billede. Du kan hjælpe ved at afsøge Wikimedia Commons for et passende billede eller lægge et op på Wikimedia Commons med en af de tilladte licenser og indsætte det i artiklen. |

55°38′31″N 12°32′55″Ø / 55.64197°N 12.54861°Ø